# تاتسویا آرای
تاتسویا آرای (انگلیسی: Tatsuya Arai؛ زادهٔ ۱۴ ژانویهٔ ۱۹۸۸) بازیکن فوتبال اهل ژاپن است.
از باشگاه‌هایی که در آن بازی کرده‌است می‌توان به باشگاه فوتبال ناگویا گرامپوس اشاره کرد.